# NGC 1177
NGC 1177 (другие обозначения — IC 281, MCG 7-7-20, ZWG 540.33, PGC 11581) — галактика в созвездии Персей.
Этот объект входит в число перечисленных в оригинальной редакции «Нового общего каталога».
Галактика находится в 0,7' от указанных координат, а также расположение к северо-востоку от NGC 1175 делают идентификацию объекта несомненой. Однако Льюис Свифт при наблюдении NGC 1177 принял её за другую галактику, и она была занесена в Индекс-каталог под обозначением IC 281.